# Duguetia uniflora
Duguetia uniflora é uma espécie de magnólia. Isso foi descrito pela primeira vez por Dc. , e recebeu o nome exato de Carl Friedrich Philipp von Martius .  Duguetia uniflora pertence ao gênero Duguetia, e à família Annonaceae.